# Edmund zu Schwarzenberg
Edmund Leopold Friedrich zu Schwarzenberg herceg (Edmund Leopold Friedrich Fürst zu Schwarzenberg) (Bécs, 1803. november 18. – Csehország, Worlik kastély, 1873. november 17.), osztrák császári katonatiszt, Karl Philipp zu Schwarzenberg herceg, tábornagy fia. Ő volt az utolsó tábornagy, akit még az 1867 előtti Osztrák Császárság idején neveztek ki.

## Élete
A lipcsei csatában győztes Karl Philipp zu Schwarzenberg herceg és Maria Anna von Hohenfeld grófnő (1767–1848) legfiatalabb fia. Edmund 1821-ben lépett be kadétként a császári-királyi hadseregbe, ahol a 33. Colloredo gyalogezredhez osztották be.
Gyorsan haladt előre a ranglétrán. 1836-ban ezredesi rangban Mengen báró 4. vértes ezredének parancsnoka lett. 1844-ben vezérőrnagyi rangban az Udvari Haditanácshoz osztották be. A forradalmak évében, 1848-ban Radetzky egyik dandárjának parancsnokaként szolgált az észak-itáliai hadjáratban. Több csatában győzedelmet aratott, megkapta a Lipót-rendet, a Vaskorona-rend 1. osztályát és a Katonai Érdemkeresztet. A Milánó visszaszerzéséért indított hadművelet során augusztus 4-én a város határában, a Porta Vigentinánál zajló csatában végzett sikeres parancsnoki működéséért 1849. július 23-án megkapta a Katonai Mária Terézia-rend lovagkeresztjét.
Nem sokkal később jelen volt az 1848–49-es forradalom és szabadságharc magyarországi harcaiban, ahol a téli hadjáratban vett részt. Az 1859-es szárd–francia–osztrák háború idején a 3. hadtest parancsnokává nevezték ki, e minőségében működött a solferinói csatában. A békekötést követően még rövid időre megkapta a 2. hadtest parancsnokságát, ezzel Alsó- és Felső-Ausztria, Salzburg és Stájerország vezénylő tábornoka is volt. 1860 végén hivatalosan „egészségügyi okok” miatt nyugállományba helyezték.
1867. október 18-án, amikor leleplezték édesapjának emlékművét a bécsi Schwarzenbergplatzon, Edmundot tiszteletbeli tábornaggyá nevezték ki. Ő volt az utolsó császári tábornagy, akit még az Osztrák–Magyar Monarchia létrejötte előtt neveztek ki.